# Potamogeton crispus
Los rizos de agua  (Potamogeton crispus) es una herbácea de la familia de las potamogetonáceas.

## Descripción
Planta acuática de tonos verde oscuro o parduzco, que forma densas masas enraizadas en el fondo, con tallos de entre 30 y 120 cm, que flotan hasta la superficie por su extremo. Las hojas son lanceoladas, (3-9 cm), de punta roma, lustrosas, translúcidas y con el borde fuertemente rizado. además de finamente dentado. Las flores, pequeñas y amarillentas, se elevan formando una espiga erecta, cilíndrica, poco densa, sobre un pie rígido más largo que ella misma entre primavera y verano. El fruto es una drupa en forma de huevo pero terminado en pico.

## Distribución y hábitat
En toda Europa, excepto Islandia. También en México. 
Crece en cursos de agua lenta o remansada, en lagos, estanques, embalses y arroyos.

## Taxonomía
Potamogeton crispus fue descrita por Carlos Linneo y publicado en Species Plantarum 1: 126. 1753.
Sinonimia
- Buccaferrea crispata Bubani
- Potamogeton crenulatus D.Don
- Potamogeton crispatus Wallman ex Rchb.
- Potamogeton crispus var. najadoides Graebn.
- Potamogeton crispus var. serrulatus (Opiz) Rchb.
- Potamogeton lactucaceum Montandon
- Potamogeton macrorrhynchus Gand.
- Potamogeton serrulatus Opiz
- Potamogeton tuberosus Roxb.[5]

## Nombre común
- Castellano: espiga d´aygua crespa, rizos de agua.[6]